# Kassidy Cook
Kassidy Leigh Cook (Plantation, 9 de mayo de 1995) es una deportista estadounidense que compite en saltos de trampolín.
Participó en dos Juegos Olímpicos de Verano, en los años 2016 y 2024, obteniendo una medalla de plata en París 2024, en la prueba de trampolín 3 m sincro (junto con Sarah Bacon). Ganó una medalla de bronce en los Juegos Panamericanos de 2011, en la misma prueba.

## Palmarés internacional
| Juegos Olímpicos     | Juegos Olímpicos     | Juegos Olímpicos  | Juegos Olímpicos     |
| Año                  | Lugar                | Medalla           | Prueba               |
| -------------------- | -------------------- | ----------------- | -------------------- |
| 2024                 | París (Francia)      | Medalla de plata  | Trampolín 3 m sincro |
| Juegos Panamericanos |                      |                   |                      |
| Año                  | Lugar                | Medalla           | Prueba               |
| 2011                 | Guadalajara (México) | Medalla de bronce | Trampolín 3 m sincro |